# Remulopygus weelei
Remulopygus weelei är en mångfotingart som beskrevs av Demange 1961. Remulopygus weelei ingår i släktet Remulopygus och familjen Harpagophoridae. Inga underarter finns listade i Catalogue of Life.